# Куртяк, Василий Дмитриевич
Куртяк Василий Дмитриевич (род. 7 января 1961, Кривой Рог, Днепропетровская область) — советский и украинский спортсмен (тяжёлая атлетика, пауэрлифтинг), тренер. Мастер спорта Украины международного класса (1993), Заслуженный тренер Украины (1998).

## Биография
Родился 7 января 1961 года в городе Кривой Рог Днепропетровской области УССР.
В 1983 году окончил Кировоградский институт сельскохозяйственного машиностроения.
В 1994—2002 годах — тренер-преподаватель спортивного клуба «Темп» спортивного общества профсоюзов Украины (Киев).

## Спортивная карьера
В 1991—1999 годах — выступал за спортивное общество профсоюзов Киева. Тренер Николай Ратушняк.
В 1994—1999 годах — член сборной команды Украины по пауэрлифтингу.
Среди воспитанников Игорь Капко, С. Конюшок, В. Посмитная.

### Спортивные достижения
- Призёр чемпионатов мира по пауэрлифтингу (Зальцбург, Австрия, 1996, 2-е место в сумме троеборья и становой тяги; Черкассы, 1998, 1-е место в становой тяге, 3-е место в сумме троеборья);
- Призёр чемпионатов Европы по пауэрлифтингу (Бирмингем, Великобритания, 1997, 1-е место в сумме троеборья и становой тяги, 3-е место в жиме лёжа);
- Многократный чемпион и 11-кратный рекордсмен Украины;
- Чемпион Киева по тяжёлой атлетике (1987, 1988).

## Награды
- Мастер спорта УССР по тяжёлой атлетике (1988);
- Мастер спорта Украины международного класса (1993);
- Заслуженный тренер Украины по пауэрлифтингу (1998).